# Panzerdenkmal Kleinmachnow
Koordinaten: 52° 24′ 43,1″ N, 13° 11′ 52,7″ O

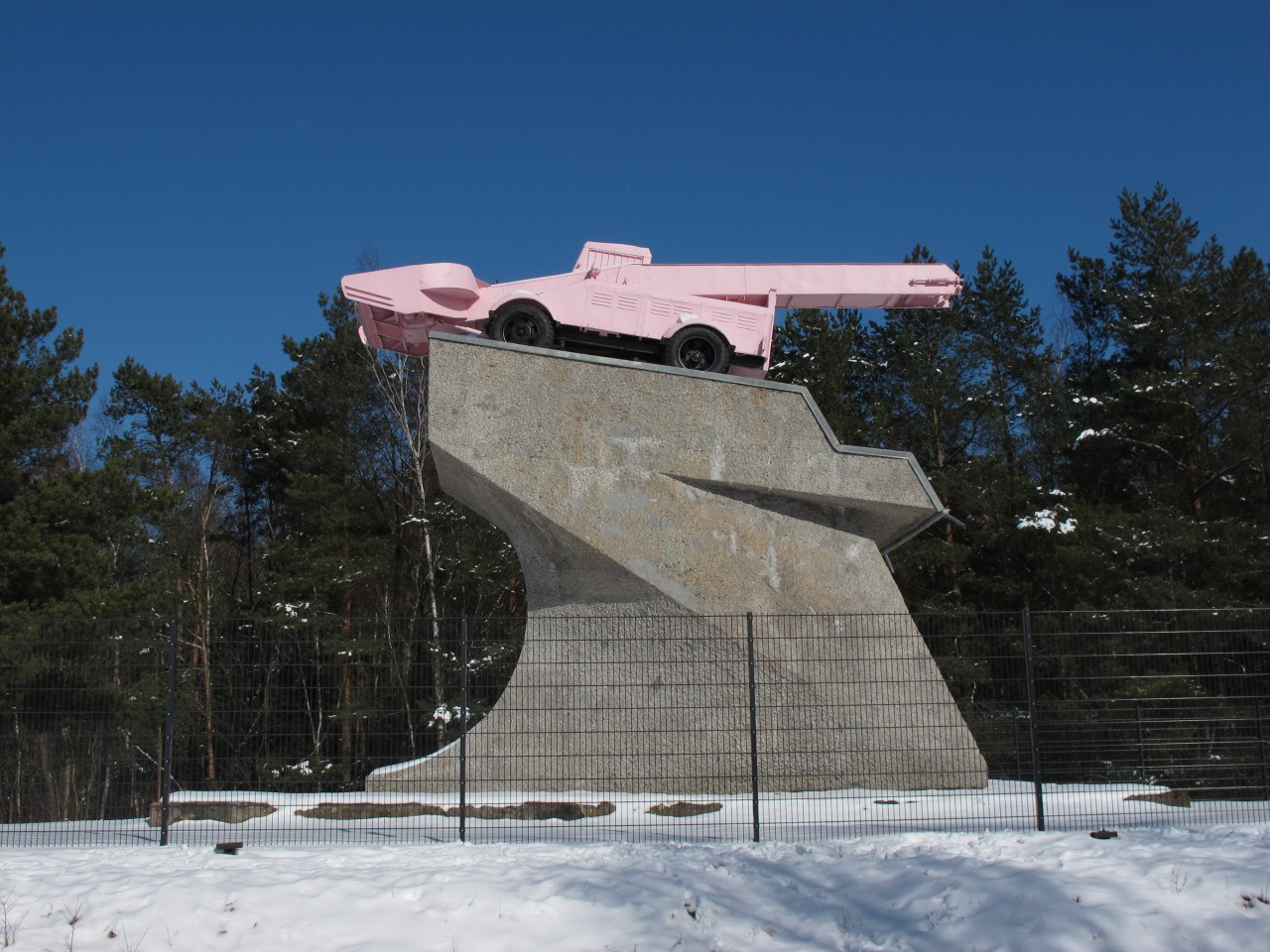
Sockel des ehemaligen sowjetischen Ehrenmals mit Schneelader (Foto: 2013)

Im Sommer 1945 ließ die sowjetische Militärverwaltung in Berlin-Zehlendorf ein Panzerdenkmal errichten, das später noch zwei Mal umgesetzt wurde. Als Folge des Zwei-plus-Vier-Vertrags baute die sowjetische Armee den Panzer am 20. Dezember 1990 ab. Seit 1992 befindet sich auf dem Sockel ein rosafarbener Schneelader vom Typ S-4M, ein Sonderfahrzeug, das technisch auf dem sowjetischen Lastwagen GAZ-51 basiert. Bildhauer Eckhardt Haisch erinnert damit an die Friedliche Revolution von 1989. Das Brandenburgische Landesamt für Denkmalpflege stellte Panzersockel und Kunstinstallation unter Schutz. Die Bezeichnung „Panzerdenkmal“ hat sich bis heute erhalten.

## Erster Standort ab 1945
Das Panzerdenkmal in Berlin-Zehlendorf erinnerte an die Gefallenen der Panzerarmee des Generals Dmitri D. Leljuschenko (1901–1987). Als Bauplatz wurde der Mittelstreifen der Potsdamer Chaussee gewählt. Sie war Teil der 1.392 Kilometer langen Verbindung zwischen Aachen und Königsberg, die die Nationalsozialisten „Reichsstraße 1“ nannten. Das Denkmal zerteilte damit ein Symbol für die einstige territoriale Größe des Deutschen Reiches. Auf den neu errichteten Marmorsockel stellten die Sowjets einen „Stalin-Panzer“ IS-2. Das Denkmal in Höhe der Autobahn AVUS (Dreilinden) wurde am 17. Oktober 1945 feierlich eingeweiht.

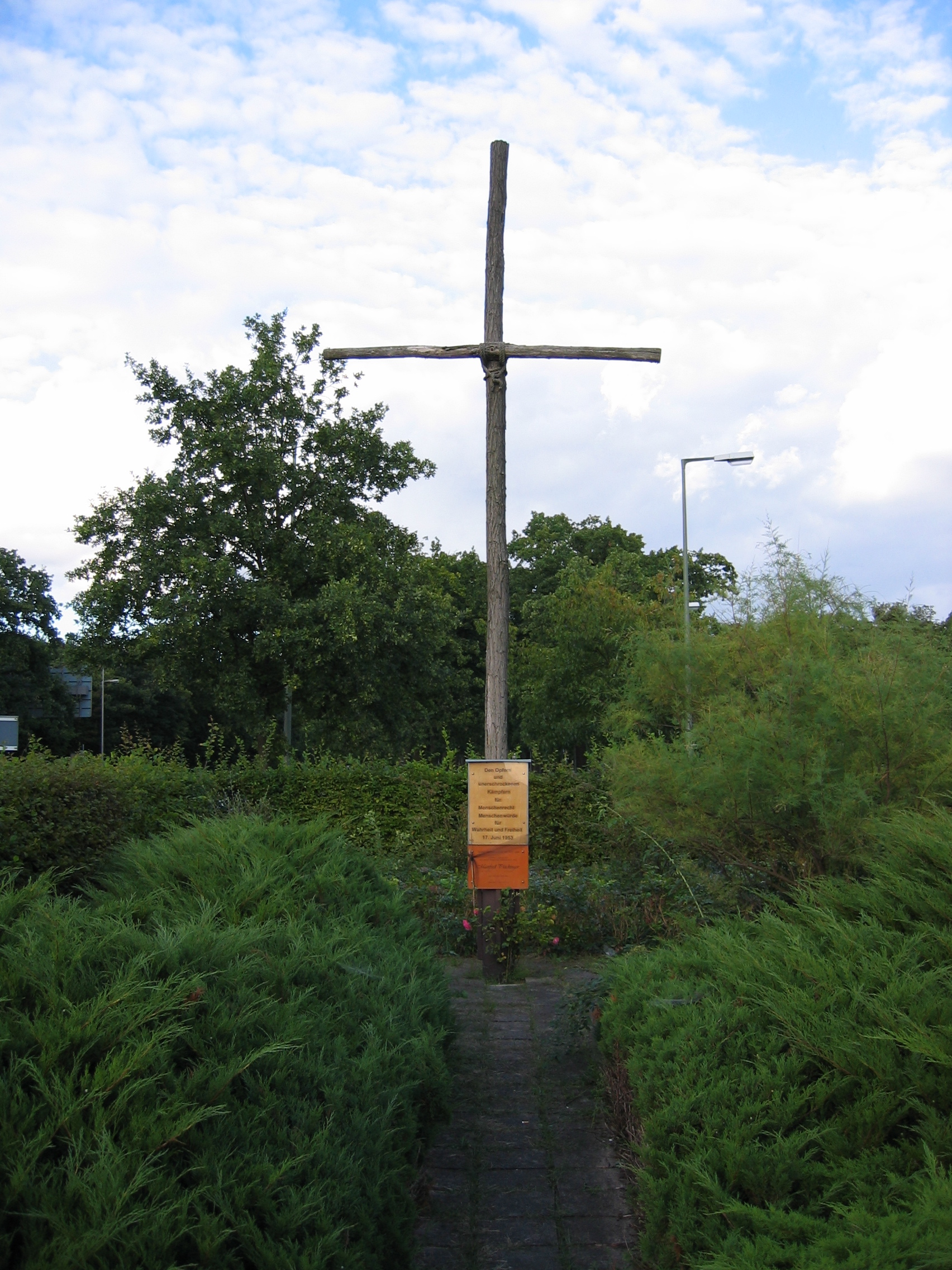
Gedenkstätte 17. Juni 1953 (Foto: 2007)

Während der Berlin-Blockade wurde das Kriegsdenkmal Ziel von aufgebrachten West-Berlinern, die antisowjetische Losungen an den Sockel schrieben und den Panzer in Brand setzten. Dies löste politischen Streit zwischen der Sowjetischen Kontrollkommission und dem amerikanischen Stadtkommandanten aus, der mehrmals eine Verlegung des Denkmals in die DDR vorschlug, was die sowjetischen Vertreter aber ablehnten. Die Amerikaner lehnten ihrerseits die Forderung des Regierenden Bürgermeisters von Berlin, Ernst Reuter, kategorisch ab, sie mögen das Denkmal doch selbst abbauen. Die Amerikaner schützten das Denkmal daraufhin mit einem stabilen Drahtkäfig gegen weitere Übergriffe.
Als Reaktion auf die Juni-Revolution errichten Jugendliche unmittelbar vor der Panzerkanone ein mächtiges Holzkreuz, das an die Opfer des DDR-Volksaufstandes erinnerte. Die Gedenkstätte 17. Juni 1953 ist bis heute erhalten.

## Zweiter Standort ab 1954
Schließlich entschlossen sich die Sowjets, den Panzer doch abzubauen. 1954 begannen Sowjetische Pioniere, auf dem Gebiet der DDR ein neues Postament zu errichten. Bereits im Oktober 1954 war dort ein sowjetischer Panzer T-34 zu sehen und am 7. Oktober 1955 wurde das neue Denkmal eingeweiht. Auf einer Metalltafel waren unter der Losung „Ewiger Ruhm den im Kampf für Freiheit und Unabhängigkeit unserer Heimat gefallenen Helden“ zehn Namen gefallener Soldaten der Roten Armee aufgeführt. Eine Verbindung zwischen Panzerdenkmal und den Namen der Gefallenen, zum Teil am sowjetischen Ehrenmal Berlin-Tiergarten bestattet, kann nicht hergestellt werden. Die SED pflegte den Mythos, der Panzer habe 1945 als erster die Reichshauptstadt erreicht.

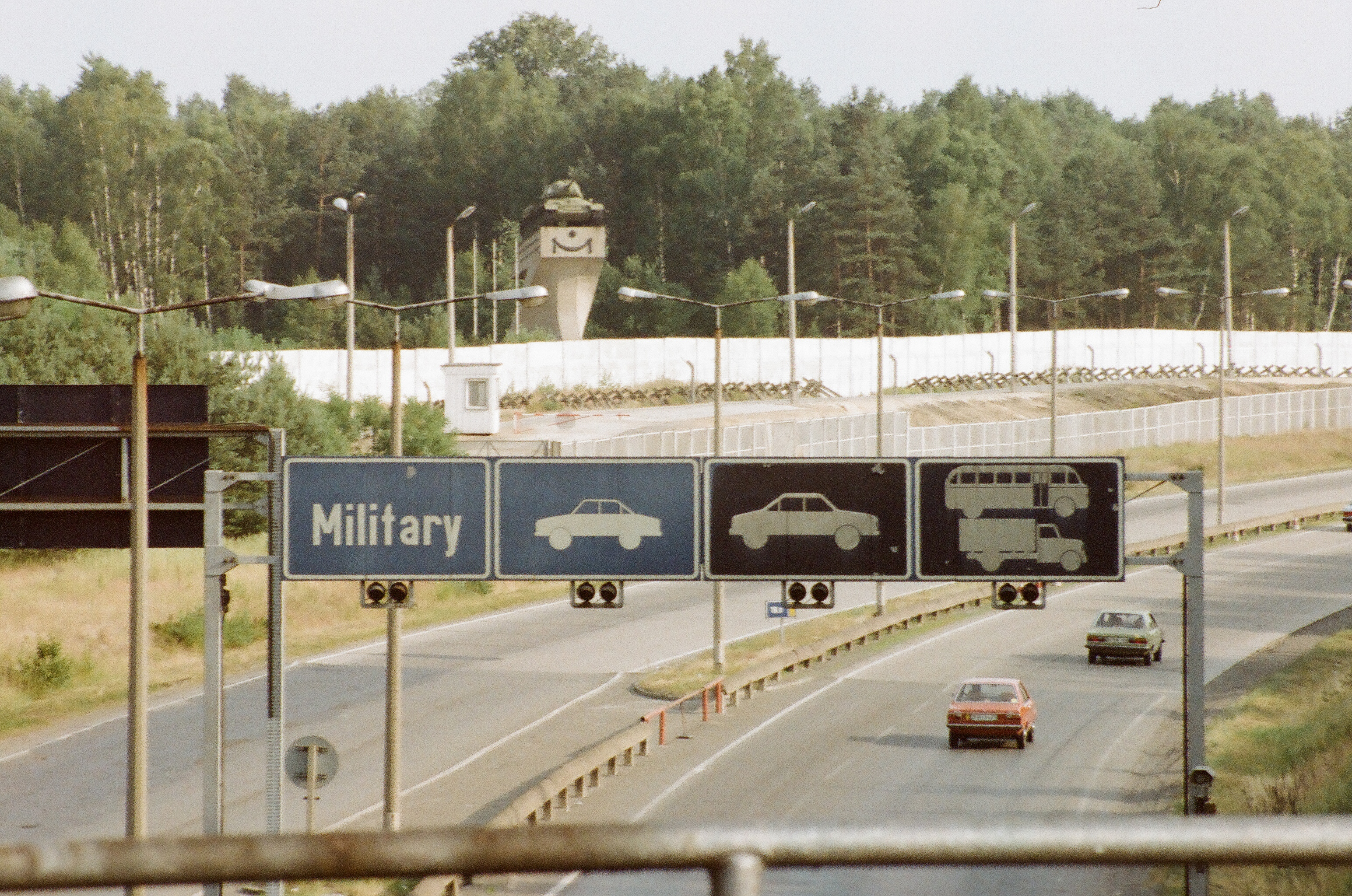
Panzerdenkmal an der Grenzübergangsstelle Drewitz (Foto: 1987)

## Dritter Standort ab 1969
Mit dem Neubau der DDR-Grenzübergangsstelle Drewitz wurde das Denkmal 1969 erneut umgesetzt. Der Entwurf des Sockels stammte vom Oberkommando der Gruppe der sowjetischen Streitkräfte.

## Sonstiges
Das umgestaltete Denkmal von Kleinmachnow ist in seiner Art deutschlandweit einzigartig. Es verweist auf ähnliche Aktionen Anfang der 1990er Jahre. Auf dem Kinsky-Platz in Prag stand seit 1945 der sowjetische Panzer Nummer 23 auf einem Denkmal. Der Prager Kunststudent David Černý malte mit Freunden am 28. April 1991 den Panzer rosa an. Das geschah einen Monat nach dem Abzug der Roten Armee aus der Tschechoslowakei. Er steht jetzt als Rosa Panzer im Museum.
Andere poststalinistische Denkmale wurden aus dem öffentlichen Raum entfernt oder in Skulpturenparks aufgestellt.